# Фантазер (фільм)
«Фантазер» — американський трилер про письменника, якого переслідує злочинець, бо вважає його причетним до викрадення коштовностей у його мертвої нареченої.

## Сюжет
На вечірці Вес Вілсон знайомиться з привабливою Самантою. Вони разом уходять з заходу, але на машину нападають і жінку викрадають.
Пройшов певний час. І Вес знайомиться з репортеркою Ніколь. У них зав'язуються романтичні стосунки. На зустрічі з письменником до Вілсона підходить чоловік, який вимагає в нього інформацію про зниклі коштовності. Несподівано з'являється Саманта та зізнається, що це вона викрала діаманти. Вона розповідає, де вони заховані. Вес отримує коштовності, але вирішує втекти. Ісаак ранить чоловіка в руку та забирає своє.
Ісаак сідає в літак та Саманта вбиває пілота, стріляє в чоловіка, а сама вистрибує. На вечірці Саманта заграє з Весом і вони вирішують знову зійтись.

## У ролях
| Актор            | Роль            |
| ---------------- | --------------- |
| Крістіан Слейтер | Вес Вілсон      |
| Куба Гудінг мол. | Ісаак           |
| Сара Енн Шульц   | Саманта         |
| Роберт Джардіна  | Бун             |
| Ал Мадрігал      | Мартін Рівера   |
| Кріста Кемпбелл  | Ніколь Вілльямс |
| Логлін Манро     | Ендрю Логлін    |

## Створення фільму

### Виробництво
Зйомки фільму проходили в Спокені, Вашингтон, США.

### Знімальна група
- Кінорежисер — Тібор Такач
- Сценарист — Ерік Джеймс
- Кінопродюсери — Річ Кован, Алісія Гелернт, Джонні Мартін, Девід І. Орнстон, Річард Сальваторе
- Композитор — Стівен Едвардс
- Кінооператор — Зоран Поповіч
- Кіномонтаж — Джейсон А. Пейн
- Художник-постановник — Вінсент ДеФеліс
- Художник-декоратор — Ден Беєр
- Художник по костюмах — Лексі Нікітас
- Підбір акторів — Найк Імору[1].

## Сприйняття
Фільм отримав негативні відгуки. На сайті Rotten Tomatoes оцінка стрічки становить 4 % від глядачів із середньою оцінкою 1,3/5 (1 678 голосів). Фільму зарахований «розсипаний попкорн» від глядачів, Internet Movie Database — 3,5/10 (2 675 голосів).